# Йованна (певица)
Йованна (урождённая Иоанна Фассу Калпакси (греч. Ιωάννα Φάσσου Καλπαξή); род. 14 ноября 1938, Амальяс) — греческая певица и писательница, представительница Швейцарии на конкурсе песни Евровидение 1965. Дочь известного греческого художника Костаса Фассоса.

## Биография
Окончив музыкальную академию в Афинах по классу оперной музыки, певица решила начать карьеру поп-исполнительницы. Она начала принимать участие в местных музыкальных фестивалях в конце 1950-х, а также и в других странах. В частности, певица становится популярной в Советском Союзе, особенно в Грузинской ССР.

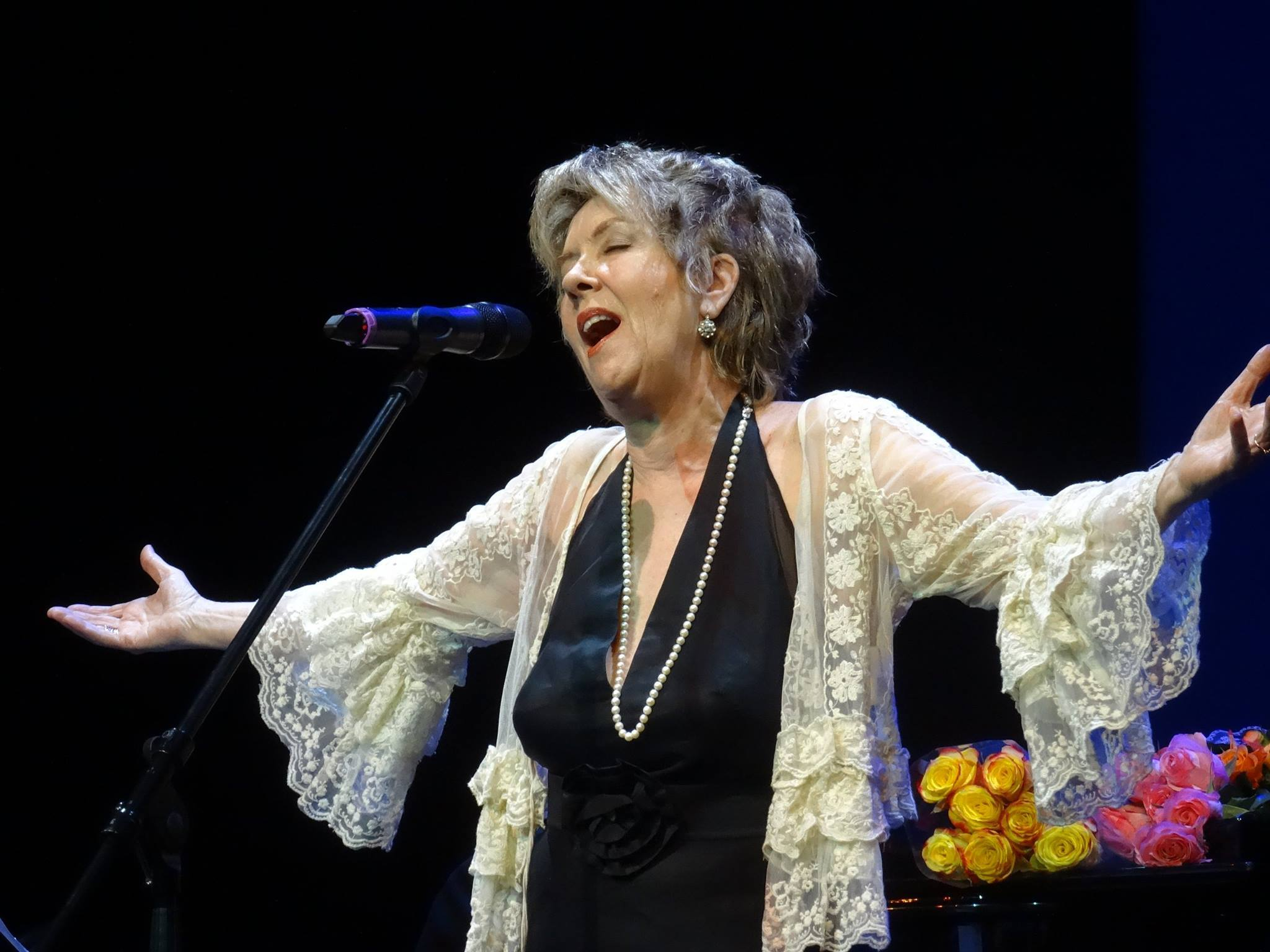
На концерте в Москве в 2015 году

В 1965 Йованна решает принять участие в швейцарском отборочном конкурсе на Евровидение. На нём она исполнила песню «Non, à jamais sans toi» (рус. Нет, я никогда не буду с тобой), и была выбрана в качестве представителя страны на десятом конкурсе Евровидения, который состоялся в Неаполе. Песня была исполнена последней, но это не помешало композиции финишировать на восьмом месте (из восемнадцати).
Йованна продолжала выступать, в основном в Греции и Германии, вплоть до начала 1980-х годов, когда она приняла решение посвятить себя литературному творчеству. Тогда она выпускает свой сборник стихов; а в 1986 опубликовывает свой первый роман «Άντε γεια» (рус. До скорого), который оказался бестселлером в Греции, и впоследствии по нему был отснят фильм. К настоящему времени она уже опубликовала около десяти литературных работ, некоторые из которых также были экранизированы на телевидении.
В 2015 году снова посетила Москву после долгого перерыва, выступив с аншлагом в Доме музыки.